# Cerynea omphisalis
Cerynea omphisalis là một loài bướm đêm trong họ Erebidae.